# كفر لبس
قرية كفر لبس هي إحدى القرى التابعة لمركز أبو قرقاص بمحافظة المنيا في جمهورية مصر العربية. حسب إحصاءات سنة 2006، بلغ إجمالي السكان في كفر لبس 7632 نسمة، منهم 3678 رجلا و3954 امرأة.